# Gaston Kaboré
Gaston Kaboré (Bobo-Dioulasso, 23 aprile 1951) è un regista cinematografico burkinabé e griot. È un regista di rilievo nell'industria cinematografica del Burkina Faso.

## Biografia
Ha ottenuto la laurea in Storia alla Sorbonne a Parigi. Mentre faceva ricerche per la sua tesi sulla storia dei pregiudizi razziali sull'Africa da parte dei suoi colonizzatori, ha preso interesse per i film documentari contemporanei che secondo lui perpetuavano la propagazione di tali stereotipi. Al fine di comprendere al meglio questo linguaggio ha frequentato una scuola di cinema. Pensava prima di tutto di utilizzare questo media come mezzo divulgativo del sapere storico ma si avvicinò invece sempre di più all'arte cinematografica tout court. Ottiene il diploma in Produzione cinematografica nel 1976 e torna nel suo paese natale in quanto direttore del Centre National du Cinéma. Il suo film Wend Kuuni è stato il secondo film ad essere prodotto in Burkina Faso. La sua opera allo schermo, che guarda soprattutto all'eredità rurale del suo paese ha ricevuto numerosi premi internazionali tra cui il premio César francese.
È stato membro della giuria alla Biennale di Venezia nel 1994 e al Festival di Cannes nel 1995.
Nel 1997 ha vinto il primo premio al 15º Festival Panafricain du Cinéma et de la Télévision de Ouagadougou (FESPACO) con il film Buud Yam.

## Filmografia
- Wend Kuuni (1982)
- Zan Boko (1988)
- Rabi (1992)
- Lumière et compagnie (1995)
- Buud Yam (1997)

## Premi
- Premio César per il miglior film in lingua francese nel 1985 per Wend Kuuni
- Grand Prix-Etalon di Yennega per Buud Yam nel 1997 al Festival panafricain du cinéma et de la télévision de Ouagadougou